# 초당고등학교
초당고등학교(草堂高等學校)는 대한민국 경기도 용인시 기흥구 중동에 있는 공립 고등학교이다.

## 학교 연혁
- 2008년 3월 31일 : 초당고등학교 교사 착공
- 2008년 9월 25일 : 초당고등학교 설립 인가(36학급)
- 2009년 2월 28일 : 초당고등학교 교사 준공
- 2009년 3월 1일 : 초대 김영복 교장 취임
- 2009년 3월 2일 : 신입생 입학식(7학급 174명)
- 2009년 3월 12일 : 경기도교육청 교육과정 특성화 운영교 지정
- 2009년 8월 3일 : 교육과학기술부 수학과학 특성화 교과교실제 운영교 지정
- 2009년 10월 2일 : 교육과학기술부 과학중점학교 운영교 지정
- 2010년 3월 1일 : 교육과학기술부 과학중점학교 자율학교 지정
- 2010년 8월 2일 : 고교교육력제고 시범학교 운영교 지정
- 2012년 2월 9일 : 제1회 졸업식(5학급 133명)
- 2020년 9월 1일 : 제5대 강봉식 교장 부임
- 2023년 1월 5일 : 제13회 졸업식(11학급 277명)
- 2023년 3월 2일 : 제16회 입학식(11학급 337명)

## 참고 자료
- 초당고등학교 - 한국교육학술정보원 학교알리미